# Аскапозалко
Аскапозалко (шп. Azcapotzalco) је градска општина града Мексика у Мексику. Општина се налази на надморској висини од 2249 м.

## Становништво
Према подацима из 2010. у општини је живело 414711 становника.

### Хронологија
| Година       | 2000                     | 2005                     | 2010                     |
| ------------ | ------------------------ | ------------------------ | ------------------------ |
| Становништво | 441008 (210101 / 230907) | 425298 (201618 / 223680) | 414711 (196053 / 218658) |

### Попис
| \| \| м \| \| \| ж \| \| 0—2 \| 7.688 \| \| \| 7.229 \| \| 3—5 \| 8.193 \| \| \| 7.818 \| \| 6—11 \| 16.856 \| \| \| 16.678 \| \| 12—14 \| 8.611 \| \| \| 8.301 \| \| 15—17 \| 9.555 \| \| \| 9.367 \| \| 18—24 \| 23.504 \| \| \| 23.677 \| \| 60+ \| 23.453 \| \| \| 33.031 \| \| Просек : \| 33,0 \| \| \| 35,0 \| |        |  |  |        |
| |        |  |  |        |
| | м      |  |  | ж      |
| 0—2 | 7.688  |  |  | 7.229  |
| 3—5 | 8.193  |  |  | 7.818  |
| 6—11 | 16.856 |  |  | 16.678 |
| 12—14 | 8.611  |  |  | 8.301  |
| 15—17 | 9.555  |  |  | 9.367  |
| 18—24 | 23.504 |  |  | 23.677 |
| 60+ | 23.453 |  |  | 33.031 |
| Просек : | 33,0   |  |  | 35,0   |

| #   | Индикатор                                                                                        | Вредност |
| --- | ------------------------------------------------------------------------------------------------ | -------- |
| 1   | Становништво од 0 до 2 године                                                                    | 14917    |
| 2   | Мушко становништво од 0 до 2 године                                                              | 7688     |
| 3   | Женско становништво од 0 до 2 године                                                             | 7229     |
| 4   | Становништво са 3 и више година                                                                  | 390179   |
| 5   | Мушко становништво са 3 и више година                                                            | 183551   |
| 6   | Женско становништво са 3 и више година                                                           | 206628   |
| 7   | Становништво са 5 и више година                                                                  | 379605   |
| 8   | Мушко становништво са 5 и више година                                                            | 178134   |
| 9   | Женско становништво са 5 и више година                                                           | 201471   |
| 10  | Становништво са 12 и више година                                                                 | 340634   |
| 11  | Мушко становништво са 12 и више година                                                           | 158502   |
| 12  | Женско становништво са 12 и више година                                                          | 182132   |
| 13  | Становништво са 15 и више година                                                                 | 323722   |
| 14  | Мушко становништво са 15 и више година                                                           | 149891   |
| 15  | Женско становништво са 15 и више година                                                          | 173831   |
| 16  | Становништво са 18 и више година                                                                 | 304800   |
| 17  | Мушко становништво са 18 и више година                                                           | 140336   |
| 18  | Женско становништво са 18 и више година                                                          | 164464   |
| 19  | Становништво од 3 до 5 година                                                                    | 16011    |
| 20  | Мушко становништво од 3 до 5 година                                                              | 8193     |
| 21  | Женско становништво од 3 до 5 година                                                             | 7818     |
| 22  | Становништво од 6 до 11 година                                                                   | 33534    |
| 23  | Мушко становништво од 6 до 11 година                                                             | 16856    |
| 24  | Женско становништво од 6 до 11 година                                                            | 16678    |
| 25  | Становништво од 8 до 14 година                                                                   | 39434    |
| 26  | Мушко становништво од 8 до 14 година                                                             | 19865    |
| 27  | Женско становништво од 8 до 14 година                                                            | 19569    |
| 28  | Становништво од 12 до 14 година                                                                  | 16912    |
| 29  | Мушко становништво од 12 до 14 година                                                            | 8611     |
| 30  | Женско становништво од 12 до 14 година                                                           | 8301     |
| 31  | Становништво од 15 до 17 година                                                                  | 18922    |
| 32  | Мушко становништво од 15 до 17 година                                                            | 9555     |
| 33  | Женско становништво од 15 до 17 година                                                           | 9367     |
| 34  | Становништво од 18 до 24 године                                                                  | 47181    |
| 35  | Мушко становништво од 18 до 24 године                                                            | 23504    |
| 36  | Женско становништво од 18 до 24 године                                                           | 23677    |
| 37  | Женско становништво од 15 до 49 година                                                           | 115717   |
| 38  | Становништво са 60 и више година                                                                 | 56484    |
| 39  | Мушко становништво са 60 и више година                                                           | 23453    |
| 40  | Женско становништво са 60 и више година                                                          | 33031    |
| 41  | Однос између мушкараца и жена                                                                    | 89.66    |
| 42  | Становништво од нуле до 14 година                                                                | 81374    |
| 43  | Становништво од 15 до 64 године                                                                  | 284021   |
| 44  | Становништво од 65 година и више                                                                 | 39701    |
| 45  | Просечан број деце                                                                               | 1.88     |
| 46  | Становништво рођено у ентитету                                                                   | 328593   |
| 47  | Мушко становништво рођено у ентитету                                                             | 158185   |
| 48  | Женско становништво рођено у ентитету                                                            | 170408   |
| 49  | Становништво рођено у другом ентитету                                                            | 73924    |
| 50  | Мушко становништво рођено у другом ентитету                                                      | 31824    |
| 51  | Женско становништво рођено у другом ентитету                                                     | 42100    |
| 52  | Становништво од 5 година и више резидентно у ентитету у јуну 2005. године                        | 365487   |
| 53  | Мушко становништво старосног доба од 5 година и више, резидентно у ентитету у јуну 2005. године  | 171373   |
| 54  | Женско становништво старосног доба од 5 и више година, резидентно у ентитету у јуну 2005. године | 194114   |
| 55  | Становништво од 5 година и више које је живело у другом ентитету у јуну 2005. године             | 10849    |
| 56  | Мушко становништво старије од 5 година које је живело у другом ентитету у јуну 2005. године      | 5120     |
| 57  | Женско становништво старије од 5 година које је живело у другом ентитету у јуну 2005. године     | 5729     |
| 58  | Становништво од 3 године и више које говори аутохтони језик                                      | 3018     |
| 59  | Мушко становништво старо 3 године и више које говори аутохтони језик                             | 1425     |
| 60  | Женско становништво старо 3 године и више које говори аутохтони језик                            | 1593     |
| 61  | Становништво од 3 године и више које говори аутохтони језик и не говори шпански језик            | 11       |
| 62  | Мушко становништво старо 3 године и више које говори аутохтони језик и не говори шпански         | 2        |
| 63  | Женско становништво старо 3 године и више које говори аутохтони језик и не говори шпански језик  | 9        |
| 64  | Становништво старо 3 године и више које говори аутохтони језик и шпански                         | 2210     |
| 65  | Мушко становништво старо 3 године и више које говори аутохтони језик и шпански                   | 1031     |
| 66  | Женско становништво старо 3 године и више које говори аутохтони језик и шпански                  | 1179     |
| 67  | Становништво од 5 година и више које говори аутохтони језик                                      | 2995     |
| 68  | Становништво од 5 година и више које говори аутохтони језик и не говори шпански језик            | 11       |
| 69  | Становништво од 5 година и више које говори аутохтони језик и говори шпански језик               | 2206     |
| 70  | Становништво у домородачким домаћинствима                                                        | 6671     |
| 71  | Становништво са ограничењима у активностима                                                      | 17918    |
| 72  | Становништво са ограниченим ходањем или кретањем, горе или доле                                  | 10319    |
| 73  | Становници са ограничењима вида, чак и уз кориштење сочива                                       | 4528     |
| 74  | Становништво са ограничењима говора, комуникације или конверзације                               | 1172     |
| 75  | Становништво са ограниченим слухом                                                               | 2220     |
| 76  | Становништво са ограничењима при одевању, купању или јелу                                        | 1010     |
| 77  | Становништво са ограничењима у опажању или учењу једноставних ствари                             | 710      |
| 78  | Становништво са менталним ограничењима                                                           | 2102     |
| 79  | Становништво без ограничења активности                                                           | 384317   |
| 80  | Становништво од 3 до 5 година које не похађа школу                                               | 4370     |
| 81  | Мушко становништво од 3 до 5 година које не похађа школу                                         | 2264     |
| 82  | Женско становништво од 3 до 5 година које не похађа школу                                        | 2106     |
| 83  | Становништво од 6 до 11 година које не похађа школу                                              | 661      |
| 84  | Мушко становништво од 6 до 11 година које не похађа школу                                        | 329      |
| 85  | Женско становништво од 6 до 11 година које не похађа школу                                       | 332      |
| 86  | Становништво од 12 до 14 година које не похађа школу                                             | 608      |
| 87  | Мушко становништво од 12 до 14 година које не похађа школу                                       | 332      |
| 88  | Женско становништво од 12 до 14 година које не похађа школу                                      | 276      |
| 89  | Становништво од 15 до 17 година похађа школу                                                     | 15904    |
| 90  | Мушко становништво од 15 до 17 година похађа школу                                               | 7977     |
| 91  | Женско становништво између 15 и 17 година живота у школи                                         | 7927     |
| 92  | Становништво од 18 до 24 године похађа школу                                                     | 22237    |
| 93  | Мушко становништво од 18 до 24 године похађа школу                                               | 11265    |
| 94  | Женско становништво од 18 до 24 године похађа школу                                              | 10972    |
| 95  | Становништво од 8 до 14 година које не може да чита и пише                                       | 418      |
| 96  | Мушко становништво старосног доба од 8 до 14 година које не може да чита и пише                  | 237      |
| 97  | Женско становништво старосног доби од 8 до 14 година које не може да чита и пише                 | 181      |
| 98  | Становништво од 15 година и више које је неписмено                                               | 5235     |
| 99  | Мушко становништво од 15 година и више које је неписмено                                         | 1275     |
| 100 | Женско становништво од 15 година и више које је неписмено                                        | 3960     |
| 101 | Становништво старо 15 и више година без школовања                                                | 7111     |
| 102 | Мушко становништво старо 15 и више година без школовања                                          | 2043     |
| 103 | Женско становништво старо 15 и више година без школовања                                         | 5068     |
| 104 | Становништво старосног доба 15 и више година са непотпуним основним образовањем                  | 16228    |
| 105 | Мушко становништво старосног доба од 15 година и више са непотпуном основним образовањем         | 5932     |
| 106 | Женско становништво старосног доба 15 и више година са непотпуном основним образовањем           | 10296    |
| 107 | Становништво старо 15 и више година са комплетним основним образовањем                           | 38406    |
| 108 | Мушко становништво старо 15 година и више са комплетним основним образовањем                     | 15562    |
| 109 | Женско становништво старо 15 и више година са комплетним основним образовањем                    | 22844    |
| 110 | Становништво старосног доба 15 и више година са непотпуним средњим образовањем                   | 11963    |
| 111 | Мушко становништво старосног доба од 15 година и више са непотпуним средњим образовањем          | 6672     |
| 112 | Женско становништво старосног доба од 15 година и више са непотпуним средњим образовањем         | 5291     |
| 113 | Становништво старо 15 и више година са пуним секундарном образовањем                             | 59629    |
| 114 | Мушко становништво старосног доба од 15 година и више са пуним секундарном образовањем           | 29789    |
| 115 | Женско становништво старосног доба од 15 година и више са пуним секундарном образовањем          | 29840    |
| 116 | Становништво старије од 18 година са постосновним образовањем                                    | 174295   |
| 117 | Мушко становништво старије од 18 година са постосновним образовањем                              | 83878    |
| 118 | Женско становништво старије од 18 година са постосновним образовањем                             | 90417    |
| 119 | Просечна оцена школовања                                                                         | 10.8     |
| 120 | Просечан ниво образовања мушке популације                                                        | 11.12    |
| 121 | Просечан ниво образовања женског становништва                                                    | 10.53    |
| 122 | Економски активно становништво                                                                   | 187402   |
| 123 | Економски активна мушка популација                                                               | 108940   |
| 124 | Економски активна женска популација                                                              | 78462    |
| 125 | Становништво које није економски активно                                                         | 151520   |
| 126 | Мушко становништво које није економски активно                                                   | 48844    |
| 127 | Женско становништво које није економски активно                                                  | 102676   |
| 128 | Запослено становништво                                                                           | 177289   |
| 129 | Запослено мушко становништво                                                                     | 102098   |
| 130 | Запослено женско становништво                                                                    | 75191    |
| 131 | Незапослена популација                                                                           | 10113    |
| 132 | Незапослена мушка популација                                                                     | 6842     |
| 133 | Незапослена женска популација                                                                    | 3271     |
| 134 | Становништво без права на здравствене услуге                                                     | 103119   |
| 135 | Становништво које има право на здравствене услуге                                                | 301040   |
| 136 | Становништво које има право на ИМСС                                                              | 194864   |
| 137 | Становништво које има право на социјално осигурање                                               | 44648    |
| 138 | Становништво које има право на државно социјално осигурање                                       | 811      |
| 139 | Становништво које има право на опште осигурање или здравствено осигурање за нову генерацију      | 36674    |
| 140 | Становништво које је било једном или није било у браку током 12 година и више                    | 131378   |
| 141 | Венчано или уједињено становништво од 12 година и више                                           | 162791   |
| 142 | Становништво које је било у браку или уједињено 12 година и више                                 | 45766    |
| 143 | Становништво са католичком религијом                                                             | 351172   |
| 144 | Протестанти, еванђелисти и библијски следбеници различити од еванђелиста                         | 26004    |
| 145 | Становништво са другим религијама различитим од претходних                                       | 1170     |
| 146 | Становништво без религије                                                                        | 18890    |
| 147 | Укупно пописаних домаћинства                                                                     | 114084   |
| 148 | Пописна домаћинства на челу са мушкарцима                                                        | 75872    |
| 149 | Пописна домаћинства на челу са женама                                                            | 38212    |
| 150 | Становништво у пописним домаћинствима                                                            | 404623   |
| 151 | Становништво у пописним домаћинствима на челу са мушкарцима                                      | 284581   |
| 152 | Становништво у пописним домаћинствима на челу са женама                                          | 120042   |
| 153 | Укупно домаћинстава                                                                              | 132135   |
| 154 | Укупно насељених домаћинстава                                                                    | 117264   |
| 155 | Укупно приватних кућа                                                                            | 128955   |
| 156 | Насељени приватни домови                                                                         | 114084   |
| 157 | Укупно насељених приватних кућа                                                                  | 117237   |
| 158 | Ненасељене приватне куће                                                                         | 10232    |
| 159 | Појединачна домаћинства за привремену употребу                                                   | 4639     |
| 160 | Становници у насељеним приватним кућама                                                          | 404623   |
| 161 | Насељеност станара у приватним становима                                                         | 3.55     |
| 162 | Просечно становника по соби у приватним насељеним домаћинствима                                  | 0.84     |
| 163 | Појединачна домаћинства са подовима од различитих материјала од земље                            | 111818   |
| 164 | Појединачна домаћинства у приземљу                                                               | 673      |
| 165 | Појединачна домаћинства са једном спаваћом собом                                                 | 32675    |
| 166 | Појединачна домаћинства са две спаваће собе и више                                               | 80908    |
| 167 | Појединачна домаћинства са једним собом                                                          | 3769     |
| 168 | Појединачна домаћинства са две собе                                                              | 11718    |
| 169 | Појединачна домаћинства са 3 собе и више                                                         | 97887    |
| 170 | Појединачна домаћинства која имају електрично светло                                             | 113708   |
| 171 | Појединачна домаћинства која немају електрично светло                                            | 28       |
| 172 | Појединачна домаћинства која имају водоводну воду у стамбеном простору                           | 112763   |
| 173 | Појединачна домаћинства која немају водоводну воду у стамбеном простору                          | 584      |
| 174 | Појединачна домаћинства која имају тоалет                                                        | 112900   |
| 175 | Појединачна домаћинства која имају канализацију                                                  | 113130   |
| 176 | Појединачна домаћинства која немају канализацију                                                 | 118      |
| 177 | Појединачна домаћинства која имају електрично светло, довод воде из јавне мреже и канализацију   | 112387   |
| 178 | Појединачна домаћинства без икаквих услова                                                       | 147      |
| 179 | Појединачна домаћинства која имају радио                                                         | 106564   |
| 180 | Појединачна домаћинства која имају телевизор                                                     | 112503   |
| 181 | Појединачна домаћинства која имају фрижидер                                                      | 107269   |
| 182 | Појединачна домаћинства која имају машину за веш                                                 | 93517    |
| 183 | Појединачна домаћинства која имају аутомобил или комби                                           | 52913    |
| 184 | Појединачна домаћинства која имају рачунар                                                       | 60003    |
| 185 | Појединачна домаћинства која имају фиксну телефонску линију                                      | 86750    |
| 186 | Појединачна домаћинства која имају мобилни телефон                                               | 88236    |
| 187 | Појединачна домаћинства која имају приступ интернету                                             | 47225    |